# 科斯莫酒店

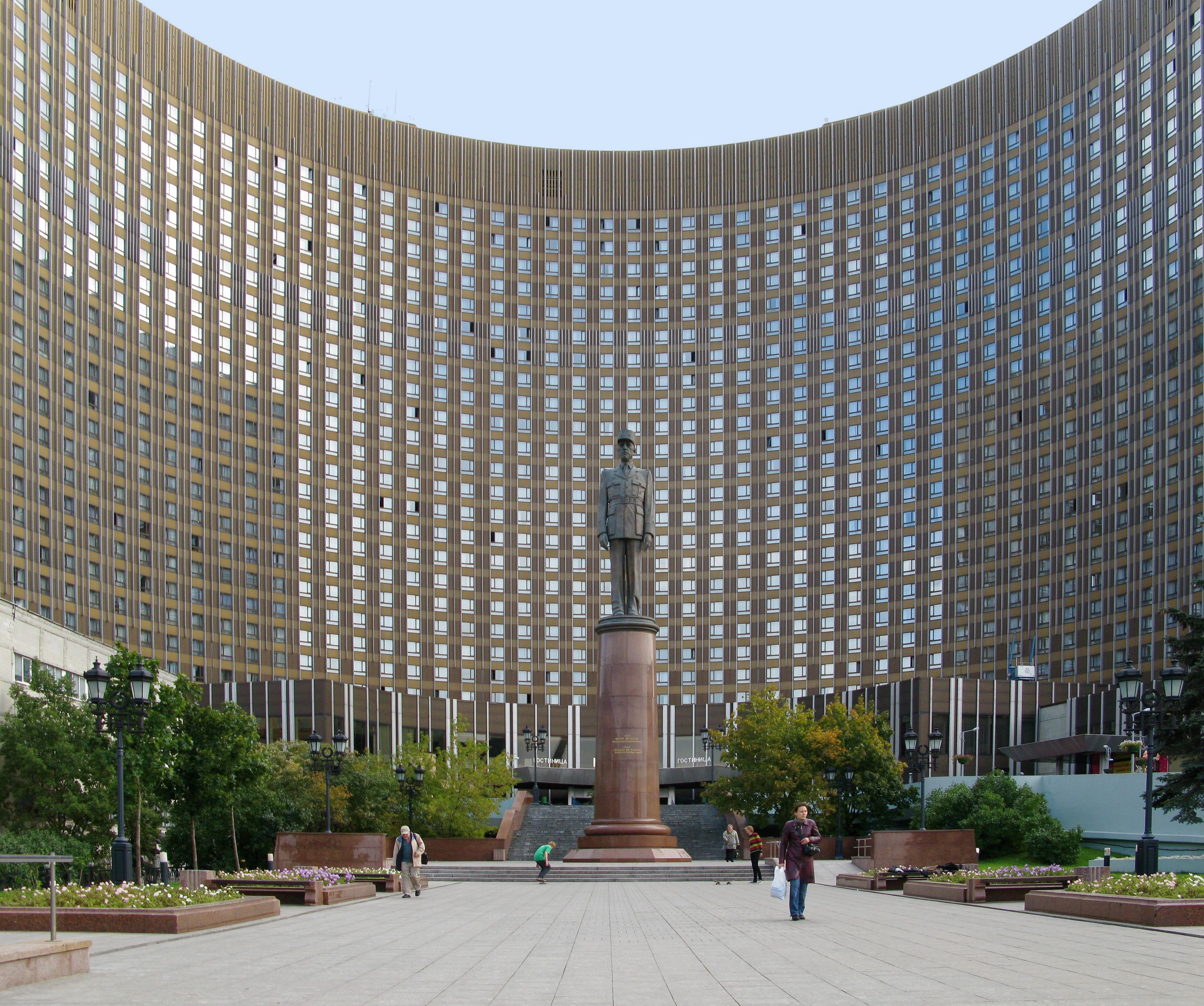

科斯莫酒店（Cosmos Hotel）是俄羅斯首都莫斯科的一座酒店，位於莫斯科中北部。這座酒店開業於1980年，目的是服務1980年莫斯科奧運會。

## 外部連結
- 官方网站